# Puerto Lempira
Puerto Lempira (en honor al Cacique Lempira) es un municipio y una ciudad de la República de Honduras, cabecera del departamento de Gracias a Dios. Puerto Lempira está situado a las orillas de la laguna de Caratasca.

## Toponimia
Se llamaba originalmente Ahuya Yari, que quiere decir Playa o Arena Larga en misquito. Su nombre fue cambiado por Puerto Lempira debido a que un general de las Fuerzas Armadas no podía pronunciar Auhya Yari.

## Límites
Puerto Lempira está situado al sur de la Laguna Caratasca.
| Orientación | Límite                                      |
| ----------- | ------------------------------------------- |
| Norte       | Mar Caribe                                  |
| Sur         | República de Nicaragua                      |
| Este        | Mar Caribe                                  |
| Oeste       | Municipio de Brus Laguna, Gracias a Dios    |
| Oeste       | Municipio de Dulce Nombre de Culmí, Olancho |

## Historia
En 1957 (5 de agosto), se le dio la categoría de Municipio.

## Población
Según el XVI Censo de Población y Vivienda de Honduras el Municipio de Puerto Lempira cuenta con 57,385 aproximadamente de habitantes los cuales existe una aproximación desconocida de hombres y mujeres
El puerto está situado a las orillas de la Laguna Caratasca y según los datos del censo de 2001, el municipio de Puerto Lempira registra 31 aldeas y 178 caseríos. pero en la actualidad no ha habido un censo actual de aldeas y caserios ya que el gobierno de Honduras no ha mostrado interés.

## Turismo

### Feria Patronal
Se celebra una feria patronal de Navidad entre el mes de noviembre y finales de enero.

## División Política
Aldeas: 31 (2013)
Caseríos: 233 (2013)
| Código | Aldea              |
| ------ | ------------------ |
| 090101 | Puerto Lempira     |
| 090102 | Awasbila           |
| 090103 | Auka               |
| 090104 | Aurata             |
| 090105 | Barra de Caratasca |
| 090106 | Canco              |
| 090107 | Cauquira           |
| 090108 | Krata              |
| 090109 | Kuri               |
| 090110 | Laka Tabila        |
| 090111 | Leimus             |
| 090112 | Mistruck           |
| 090113 | Mocorón            |
| 090114 | Palkaka            |
| 090115 | Prumhnitara        |
| 090116 | Ratlaya            |
| 090117 | Rus‐Rus            |
| 090118 | Siakwalaya         |
| 090119 | Sirsirtara         |
| 090120 | Suhi               |
| 090121 | Tansin [isla]      |
| 090122 | Tikiuraya          |
| 090123 | Tipi lalma         |
| 090124 | Tuburús            |
| 090125 | Tuimawala          |
| 090126 | Tuntuntara         |
| 090127 | Uji                |
| 090128 | Walpata            |
| 090129 | Wauplaya           |
| 090130 | Yauhrabila         |
| 090131 | Yamanta            |

## Realidad Humana
- No existe alcantarillado.

Los hogares de los pobladores son inundados durante épocas de lluvias. Esto desencadena no solamente una situación sanitaria alarmante sino que también es fuente de criaderos de zancudos portadores de enfermedades como: dengue, malaria, zika, chicuncunya, entre otras.
- No existe agua potable.

A pesar de que hace unos 20 años atrás se contaba con este servicio tan importante, en la actualidad los pobladores de Puerto Lempira carecen de agua potable en sus hogares por tanto se ven obligados a construir pozos o comprar este líquido vital. 
- Fuentes de Empleo.

En Puerto Lempira existen diversas fuentes de empleo ya sean gubernamentales o no gubernamentales, la comunidad cuenta con un hospital público el cual se llama "Hospital Puerto Lempira" el cual cuenta con médicos generales, médicos especialistas del área de ginecología y obstetricia, pediatría, cirugía general, odontología, así como licenciadas en enfermería, enfermeras auxiliares, entre otros. 
En el área de educación Puerto Lempira cuenta con varias instituciones de educación media tanto públicas como privadas, así como se encuentra la presencia de dos instituciones de educación superior: Universidad Pedagógica Nacional Francisco Morazán (UPNFM) y la Universidad Nacional de Agricultura (UNAG), por lo cual se ha contratado personal docente para ambas instituciones. 
En cuanto a empresas privadas dentro del casco urbano de Puerto Lempira se encuentran diversas microempresas que brindan diversos servicios a la población: comerciales, supermercados, farmacias, restaurantes, empresas de energía eléctrica, talleres mecánicos, centro médico privado, entre otros, que generan ingresos a familias de la comunidad. 
- Educación Superior

En la actualidad, se encuentran dos instituciones de educación superior. La Universidad Pedagógica Nacional Francisco Morazán (UPNFM) con modalidad a distancia ubicada en el centro de la comunidad de Puerto Lempira y la Universidad Nacional de Agricultura con Sede Regional Mistruck (UNAG-SRM) con modalidad presencial ubicada en la comunidad de Mistruck. 
Sin embargo, la mayoría de los pobladores solamente cuenta con un nivel técnico o un bachillerato debido a los limitados recursos económicos para viajar al interior del país.
- Costos extremadamente altos

Puerto Lempira en la actualidad es un municipio que al ser la cabecera o capital departamental del departamento de Gracias a Dios, debería ser un lugar con mayores industrias, comercio, desarrollo social, ser el centro del desarrollo en todos los sentidos para este enorme departamento. 
Pero la realidad es que no se cuenta con industria, todos los productos alimenticios, cuidado personal, herramientas, insumos, etc. Son traídos del interior del país. 
El resultado de este son precios extremadamente altos que van del doble o el triple de lo que se pagaría en cualquier otro lugar de Honduras.